# Олегс Благонадєждінс
Олегс Благонадє́ждінс (латис. Oļegs Blagonadeždins, нар. 16 травня 1973, Рига) — латвійський футболіст, що грав на позиції флангового півзахисника, захисника. По завершенні ігрової кар'єри — футбольний тренер.
Виступав, зокрема, за клуб «Сконто», а також національну збірну Латвії.

## Клубна кар'єра
У дорослому футболі дебютував 1991 року виступами за команду клубу «Пардаугава», в якій взяв участь лише у 1 матчі чемпіонату.
Своєю грою за цю команду привернув увагу представників тренерського штабу клубу «Сконто», до складу якого приєднався 1992 року. Відіграв за ризький клуб наступні десять сезонів своєї ігрової кар'єри.
Згодом з 2003 по 2005 рік грав у складі команд клубів «Спартак» (Владикавказ) та «Сконто».
Завершив професійну ігрову кар'єру у клубі «Юрмала-VV», за команду якого виступав протягом 2006—2007 років.

## Виступи за збірну
У 1992 році дебютував в офіційних матчах у складі національної збірної Латвії. Протягом кар'єри у національній команді, яка тривала 14 років, провів у формі головної команди країни 70 матчів, забивши 2 голи.
У складі збірної був учасником чемпіонату Європи 2004 року у Португалії.

## Кар'єра тренера
Розпочав тренерську кар'єру, повернувшись до футболу після невеликої перерви, 2011 року, очоливши тренерський штаб юнацької збірної Латвії.
В подальшому очолював команду клубу «Спартакс» (Юрмала).
Наразі останнім місцем тренерської роботи був клуб «Спартакс» (Юрмала), команду якого Олегс Благонадєждінс очолював як головний тренер 2014 року.

## Титули і досягнення
- Чемпіон Латвії (13):

«Сконто»: 1992, 1993, 1994, 1995, 1996, 1997, 1998, 1999, 2000, 2001, 2002, 2003, 2004
- Володар Кубка Латвії (7):

«Сконто»: 1992, 1995, 1997, 1998, 2000, 2001, 2002
- Переможець Балтійського кубка (2): 1993, 2001